# Улица Тимура Фрунзе (Старая Русса)
Улица Тимура Фрунзе — улица в Старой Руссе. Проходит через исторический центр города от Александровской улицы до Великой улицы.

## История
Первоначальное название — Спасо-Троицкая (Троицкая), поскольку проходила от Спасо-Преображенского монастыря к Троицкой церкви. После установления советской власти стала Коммунальной.
Застройка улицы пострадала во время боев за город в 1941—1944 годах
Современное название в честь Героя Советского Союза Тимура Михайловича Фрунзе (1923—1942), погибшего в воздушном бою с немецко-фашистскими захватчиками под Старой Руссой в январе 1942 года.

## Достопримечательности
Ансамбль Спасо-Преображенского монастыря (филиал музея-заповедника) 
Церковь Сретения Господня с трапезной 
Церковь Рождества Христова 
д. 3 — Здание духовного училища 
д. 9/13 — бывший дом Чистякова 
д. 14/15 — бывший дом Сивина (Сумрякова) 
д. 18 — Церковь Святой Троицы

## Известные жители
д. 14/15 — известный старорусский священник и краевед В. А. Пылаев (1888—1937).

## Галерея

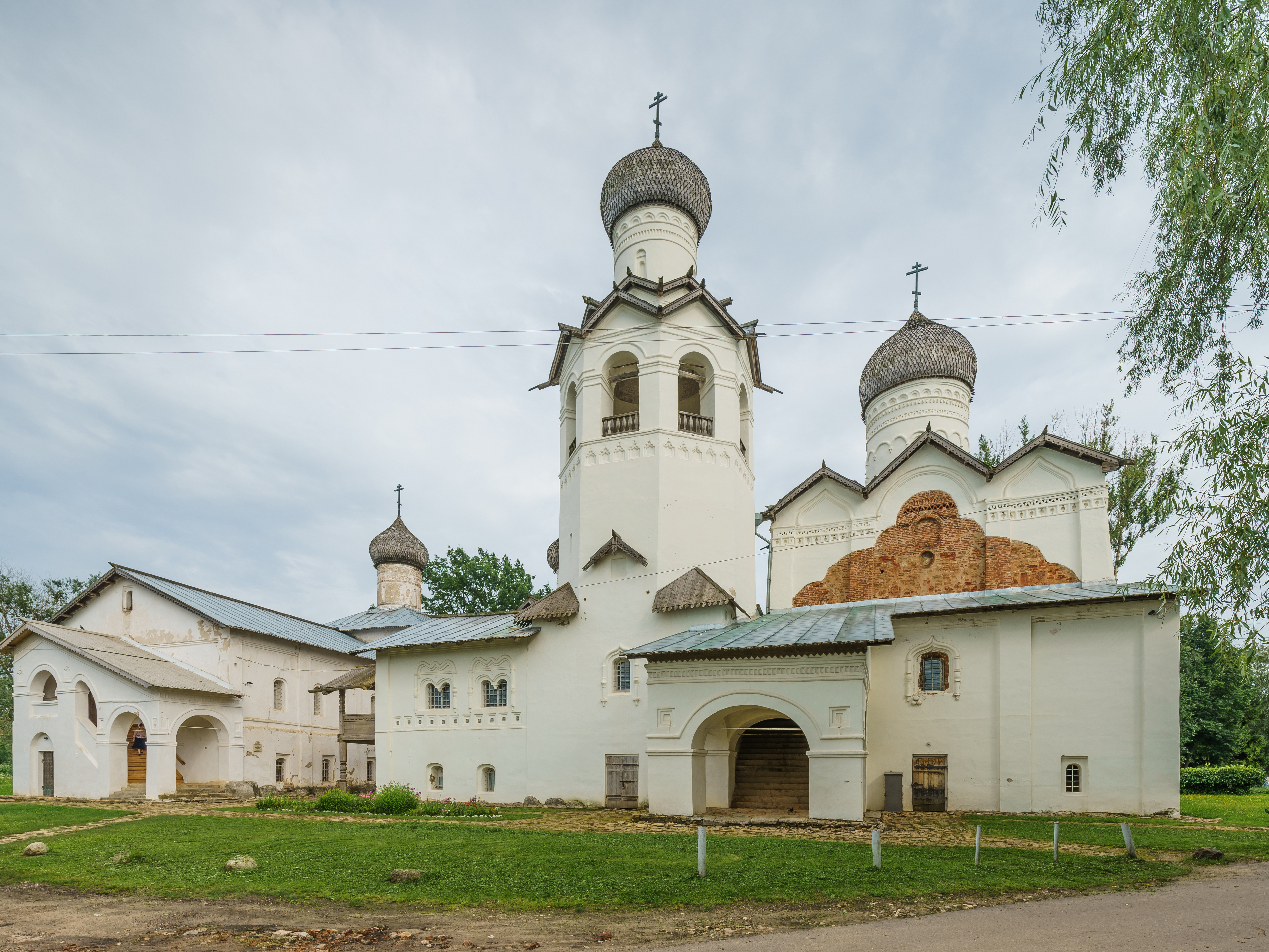
Спасо-Преображенский монастырь
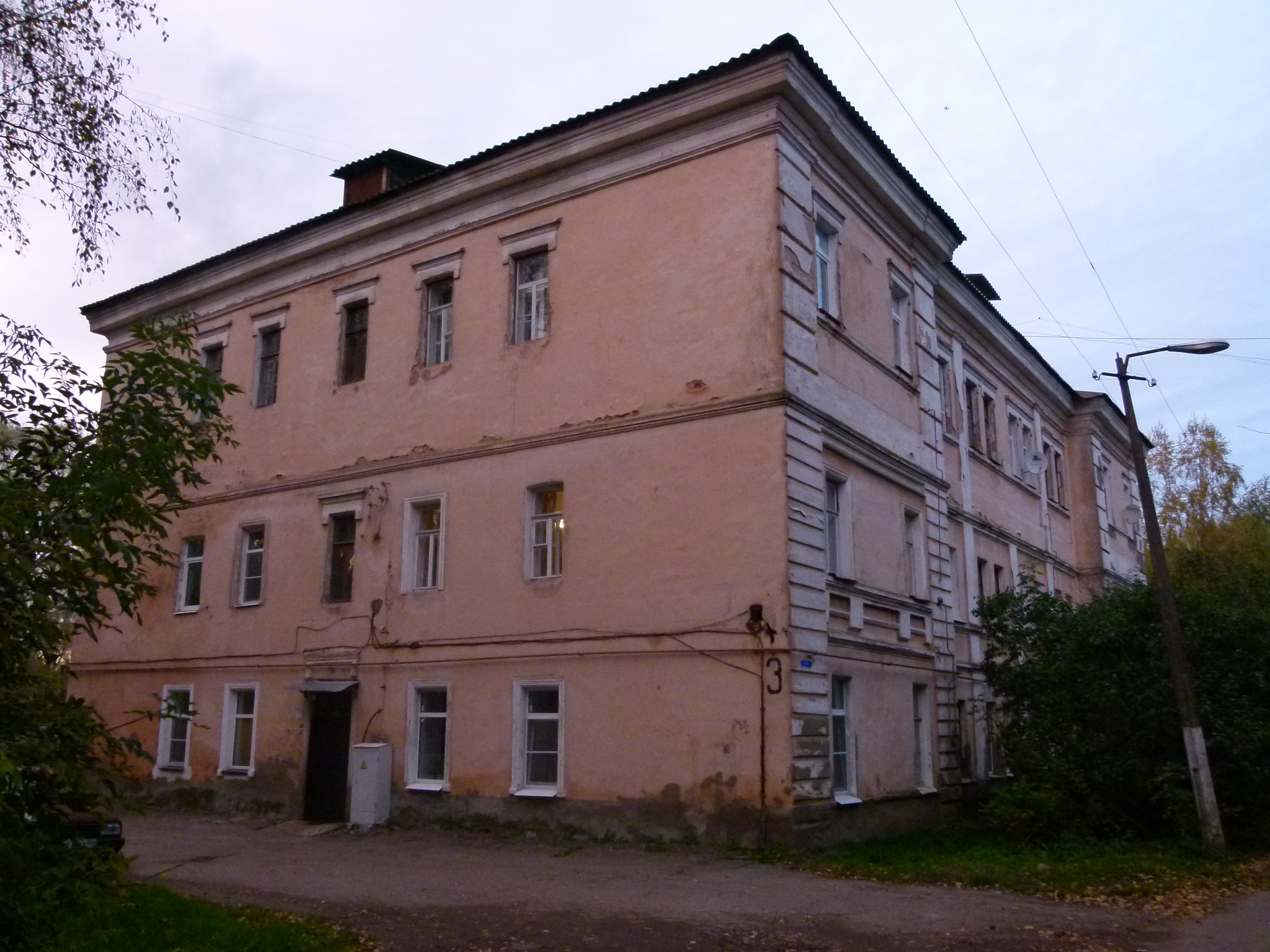
Здание духовного училища Старая Русса
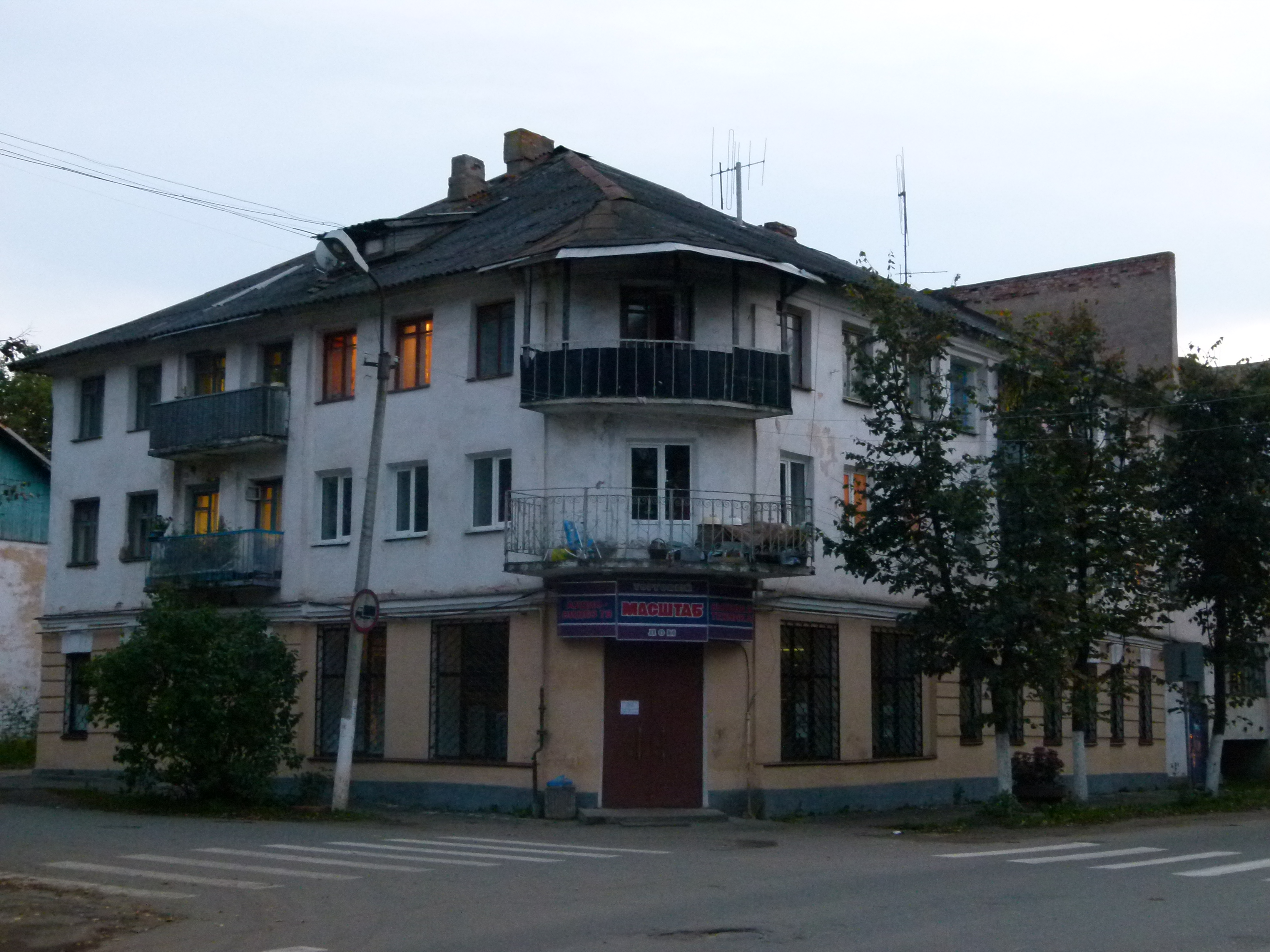
Дом Чистякова
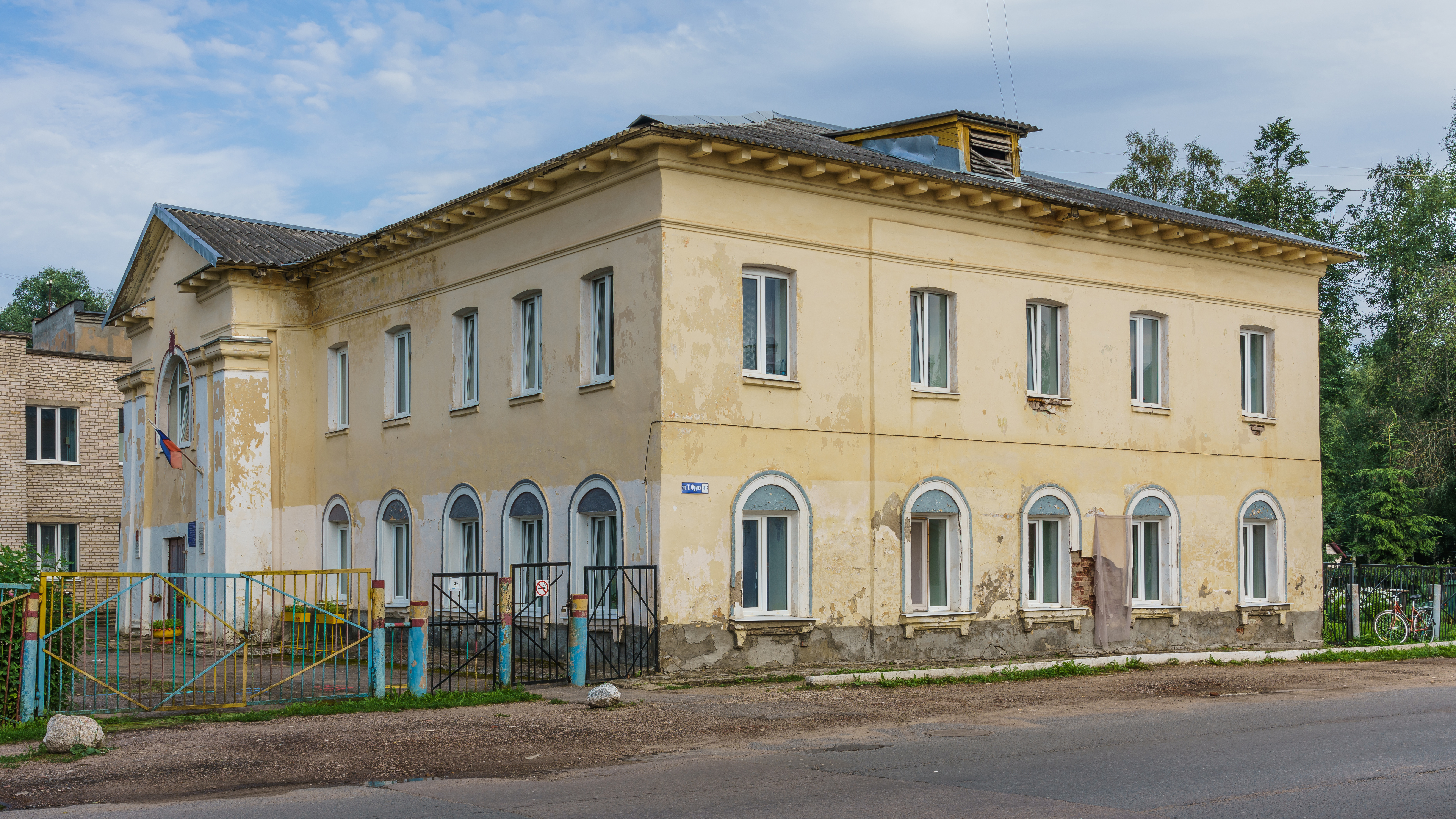
дом Сивина (Сумрякова)